# Karolina Chlewińska
Karolina Chlewińska (Gdańsk, 8 de noviembre de 1983) es una deportista polaca que compitió en esgrima, especialista en la modalidad de florete.
Ganó una medalla de plata en el Campeonato Mundial de Esgrima de 2010 y una medalla de bronce en el Campeonato Europeo de Esgrima de 2006, ambas en la prueba por equipos.
Participó en dos Juegos Olímpicos de Verano, ocupando el quinto lugar en Londres 2012 y el séptimo en Pekín 2008, en el torneo por equipos.

## Palmarés internacional
| Campeonato Mundial | Campeonato Mundial | Campeonato Mundial | Campeonato Mundial  |
| Año                | Lugar              | Medalla            | Prueba              |
| ------------------ | ------------------ | ------------------ | ------------------- |
| 2010               | París (Francia)    | Medalla de plata   | Florete por equipos |
| Campeonato Europeo |                    |                    |                     |
| Año                | Lugar              | Medalla            | Prueba              |
| 2006               | Esmirna (Turquía)  | Medalla de bronce  | Florete por equipos |